# フライハイトフロンティア
『フライハイトフロンティア』は、ジー・モードより配信されている携帯電話アプリゲーム。2010年10月28日にNTTドコモ（iモード）専用ゲームとして配信。2012年12月17日 - 2015年1月31日までスマートフォン版も配信されていた（対応プラットフォームはAndroid 2.3以降）。

## 概要
大空の世界クラウディアを舞台としたファンタジーRPGで、同じくジー・モードがリリースした『フライハイトクラウディア』の続編タイトル。プレイヤーは好きなキャラクターを作成し、エアシップと呼ばれる空飛ぶ船に乗ってクラウディアの世界を飛翔する。
素材を集めてエアシップの内部を装飾したり、お金を払って船の外観や内部をパワーアップさせることが可能。オンライン要素として他のプレイヤーのエアシップを訪問し、アイテムを購入したりすることもできる。
各クエストを受注し、解決することで報酬を得ることができる。このクエストは前作『フライハイトクラウディア』の登場人物から依頼されることがある。クエストは追加配信型となっており、現在は原則として月に1回更新が行われている。2012年3月の更新で配信開始から足掛け約1年半にわたるメインクエストは完結、以降の新クエスト配信は月額コースのみとなっていたが、2012年10月から無料コースでの配信が再開された。その後メインにあたるクエストとして「フロンティア編」、「エルディア編」が配信されている。また2012年8月からはこれまで月額限定であったクエストの一部が順次無料コースに開放されている。ゲームアプリ容量の都合により2014年5月の更新をもって追加配信を終了した。その後、2015年1月31日をもってスマートフォン版の新規ダウンロードおよび会員登録を終了した。一部の伏線や未開放エリアは残されたままとなった。
前作のキャラクターでパーティに加入するのはレイナス、ライ、ロナード、ヴァイス、ハント（いずれも一定期間のみの加入）。後述のBIPの一員であるテッドやグレース、アーガス、ケインも短期間ながら仲間にすることが可能。なお一部のキャラクターについては加入後に該当クエストを進行させなければ連れ歩くことができ、そのまま他のクエストを進行させることも可能。

## システム
スピーディーなゲーム進行が売り物だった前作とは異なり、全体として長期間にわたるプレイを前提としたゲームバランスとなっている。ゲーム全体のスピードも前作と比べ遅めであり、前述したオンライン要素の導入に伴い通信やオートセーブが頻繁に発生する。特にキャラクターの移動速度は前作と比べ著しく遅く、サービス開始後しばらくして配信された課金アイテム「ポストマンリング」を装備することでようやく前作並みのスピードとなる。
また全滅時の仕様変更（オートセーブされたうえ所持金が半額となりスタート地点に戻される）、一部の状態異常と戦闘不能が戦闘終了後も継続、MP（マジックポイント）がSP（スキルポイント）に変更され戦闘時の防御による回復は廃止など、基本システムの一部は前作から大きく変更されている。
戦闘システムは前作で採用されていた「マルチウェイトバトル（全ての行動にウェイトが設定されウェイトの早い順に行動する）」を継承、と表向きにはされているが、実際の行動順はほぼSPDの数値のみに依存しており、選択した行動に大きく左右されることは少ない。また行動は必ず1人ずつ実行され、前作のように1人の行動が完了する前に他のキャラクターが行動を開始したり、複数人が同時に行動したりすることはない。
このため前作の戦闘と比較して一般的なターン制バトルに近いものとなっている。

## 料金体系
今作ではシリーズ初となるアイテム課金が導入されている。LODS内のショップにおいて便利アイテムや素材の購入、ガチャを行うことができ、期間限定のエアシップ装飾品や特定素材のみが当たるガチャの販売、通常ガチャの値下げといったキャンペーンも随時行われている。
2012年4月の更新にてコンプリートガチャが導入されたが、消費者庁による同システムに対する規制報道を受けて同年5月をもって廃止された。
配信当初はR.P.G-modeの月額料金315円に加えてさらにアイテム課金を行う、いわゆる「ハイブリッド課金」のみであったが、2011年4月からR.P.G-modeにて「0円コース」を開始。同コース唯一の対応コンテンツ（当時）として無料でプレイ可能になった。
月額コースでは毎月1000Gモードコイン（約1000円）相当の特典を受けることができ、月額限定クエストやジョブも配信されている。

## 登場人物

### 主人公
プレイヤー
プレイヤーの分身となるキャラクター。台詞を発することは一切ない。性別は任意で選べるが特に展開に変わりはない。
バルディア空域カイゼルシュルト領空にあるイニム村の出身。村の近くの洞窟にテロリストたちが潜伏していると聞きつけたレイナスに頼まれ、洞窟内の案内を始めたことから彼と縁ができる。その後はエアシップを得て旅立ち、レイナスと再会したことでクラウディア全土の命運を賭けた戦いに身を投じていくこととなる。
早くも並みならぬ素質を開花させ、数々の死線を潜り抜けることでレイナスたちと肩を並べるほどの実力者へと成長していく。メインストーリーでは活躍の場がストーリーキャラクターたちを映すことが多いので若干影が薄いが、サブストーリーでは主人公として黒幕と戦い決着をつけることが多い。

### BUNF-バルディア連合軍
レイナス・シルバーロード
カイゼルシュルトの将軍。双剣の使い手。バルディア連合軍のカイゼルシュルト代表として日夜激務に追われており、娘のリサとは満足に会えないでいる。プレイヤーが最初にパーティー組むことになる相手でもある。
ファズム・ロッジの団員を追っている最中にプレイヤーと出会い、イニム近場にある洞窟の案内を頼んだ。以後、次第に成長していくプレイヤーを頼るようになり、様々な依頼をしてくる。
バルディア大戦ではプレイヤーとともにセイリオスと対決。一度は追い詰めるも伏兵の襲撃で窮地に陥るが、ロナードの参入で形勢逆転。三人でセイリオスを撃退し、ロナードとともに彼を説得。
その後、異世界フロンティアに渡る手段をヴァイスが見つけたことで、ハント、プレイヤーをくわえた三人でラグランジュを討ち、ニアを救出した。
ニアを助けた後も相変わらず仕事に追われ、それを部下に押し付けたりしない性格なので家族とはなかなか時間が取れていない模様。それを見咎めたトニーから「家族を大切にしろと言っている人が、自分の家族を大切にしないとおかしいですよ！」と説得されてしまった。
双剣から繰り出される衝撃波「フラッドアーク」と連続攻撃の「ジャスティス」は健在。バルディア大戦時の加入では更にパワーアップしており、『フライハイトクラウディア4』にて習得した最強の範囲攻撃「英雄の翼」が追加されている。また、武器は親友イスファルの遺品である「イスファルの剣」を使用している。
フランク・ダナム
レイナスの側近的な立場にある男性の士官。階級は中尉。トニーを伴ってレイナスと任務に赴くことが多い。トニーとは対照に落ち着いた性格をしており、主人公への報酬など細かい仕事を行うことが多い。
バルディア大戦時にはレイナスとともに行動しており、プレイヤー陣営とセイリオスの戦いを見届けていた。レイナスとロナードが揃えば無敵だと興奮していた。
ニア救出後のパーティーでは、プレイヤーと初めてであったことを思い起こして懐かしんでいる様子だった。
トニー
気のいい兄ちゃんと言った風情の男性。階級はフランクより下だが、レイナスと共に任務に赴くことが多い。LODSコントロールタワー奪還戦では、謎の組織相手に恐れもせず、最前線に立って戦っていた。
また、バルディア大戦においてもレイナスと・トニーとともにBUNF戦艦に同乗している。
ニアを救出した後は、部下に任せず雑務処理をしているレイナスに「家族を大切にしろと言っている人が、自分の家族を大切にしないとおかしいですよ！」とはっきり言い、レイナスをニアとリサの元へ早帰りさせた。

### BIP-バルディア警察
本部長とその一部の部下は特殊捜査課に所属しており、通称「銀狼」と呼ばれている。いずれも相当な凄腕揃いで、バルディア中の犯罪者から恐怖の対象となっている。
ライ・ナイトスター
BUNFの特殊部隊に所属する怜悧な女性。短刀使いで素早い身のこなしからの攻撃を得意とする。ロナード・ナイトスターとは従姉弟の関係にあり、幼少の頃からの付き合い。年が一つ上ということもあり、よくロナードをからかったり助けたりしている。ロナードも彼女の前では普段の冷静さを崩して、地らしきものを見せてしまう。
ベテランの戦士として各地に赴いて活躍している。ストーリークエスト序盤で加入する心強い味方。ただし、仲間になってすぐに行くダンジョンをクリアしてしまうと離脱してしまい、以後終盤まで仲間にならなくなる。
バルディア大戦では最初に加入し、グランフォース幹部の一人リエラを打ち倒した。同じ女性として彼女には、「貴女が戦う理由」を問うなどどこか自分の境遇を重ねている節が見られていた。
ニアの帰還後は、レイナスの推薦でバルディア警察本部の新局長となった。そのことについては「レイナスの天然ボケが復活したのかしら」とコメントしている。
ジャン局長を崇拝する銀狼の面々からは嫌われているということはなく、ラフォードからは「女の上司も悪くない」といわれ、グレースからも強い同性ということで好感をもたれている。
必殺技は一定確率で対象を即死させる「アサシンショット」と短刀での強烈な一撃を放つ「トリックスター」。バルディア大戦時で再加入する際はパワーアップしており、強力な氷属性攻撃の氷河烈斬Lv4を習得している。
テッド・キリアス
銀狼の一員。長剣使い。通称「音速剣のテッド」。グレースとコンビを組んで行動することが多いが、勝手な単独行動が目立つ時も。自身の実力を過信している言動が垣間見えることもある（後にテッド自身「天狗になっていた」と語っている）。
軽い口調に可愛い顔した男性だが、その性は豪胆にして大胆。ひとたび激情すると、普段の性格から信じられないような凄みのある声音を発する。プレイヤーとはパーティを組む機会が一番多く、次第に友人のように接してくれることになる。旧作『フライハイトクラウディア』のキャラクターを除けば、テッドとは今作で一番パーティーを組む機会が多い。
バミューナで犯罪者の大物三人を捕らえたことから「音速剣のテッド」の異名で呼ばれるようになった。
ザカリー・ファランの圧倒的な強さと、局長ジャン・パリックの死によって自分の力不足を痛感し、誰よりも強くなることを志すようになる。
バルディア大戦の中、ザカリーに追い詰められたプレイヤーの前にテッドが駆けつける。ザカリーの挑発に我を忘れることなく、師でもあるジャン・パリックのように強いだけではなく落ち着いた風格を持つ剣士として成長を果たしていた。プレイヤーと共にザカリーと戦い、勝利。
ザカリーを追い詰めたテッドは、死の恐怖に震えて必死に命乞いをするザカリーに剣を向け、斬殺。復讐を果たしたテッドは、ジャンとサイファの遺志を継ぐことを独白する。ザカリーを討った後はグレースに復讐の完遂を告げ、BIP本部の会議室で仲間たちと駆け巡った冒険の日々を思い起こしていた。
会うたびに強くなっているプレイヤーのことを友人とだけではなく、「ライバル」と見ており、テッドの成長に一役買っていた。
新局長候補としてレイナスに推薦をもちかけられたが、「そんなガラじゃないっすよ！」と断っている。ライが新局長となってからも「局長が誰でもオレのやることはかわらない」と言い、グレースと一緒に会議室でおしゃべりをしている。
ストーリークリア後に実装されたクエストでは彼と戦うことも可能。
必殺技は三連続の斬撃を見舞う「音速剣」。ザカリーとの決戦では修行の成果によって、音速剣を超える剣技「光速剣」を披露する。
グレース・ピーロンド
銀狼の一員で紅一点。男勝りな口調の女性。テッドとコンビを組んで行動することが多く、彼同様長剣使い。ロナードを目のカタキにしている。
序盤のクエストでは何度かパーティに加入する。待ち合わせの時間も護らず、単独行動ばかりしているテッドに苛立ちを禁じえないでいる。
ファラザール護衛の際は人質にとられてしまい、ジャン・パリックの死因となってしまった。その後、セイリオスによって切り捨てられるも急所は外されており、存命している。結果的に、彼女の負傷とジャンの死が、テッドを剣士としての高みに立つ覚悟を決めさせた。
深手だったこともあり、バルディア大戦には参加していなかった。しかし、テッドからプレイヤーとともにザカリーを討ったことを聞いて、病床の身ながらも安堵していた。
新局長に就任したライを見て、「これからは女の時代よ」と彼女を認めるような発言をしている。復帰した後は再びテッドとコンビを組み始めたらしく、会議室で二人そろってまったりしている。
新局長候補としてレイナスに推薦をもちかけられたが、「そんなガラじゃない」と断っている。
ラフォード・エンデベリ
銀狼の一員。禿頭にサングラスをかけたガラの悪い巨漢。勤労実直な性格で、ジャン本部長を「隊長」と慕い、彼以外の命令を受け付けようとはしない。そのため事件に対して独力での解決を試みようと行動することがある。しかし、その一本気な性格は部下から慕われる要因となっており、ラフォードの力になってあげたいと考える者もいる。
LODSコントロールタワー奪還戦において、敵を食い止めてプレイヤーが制御室に向かうまでの時間稼ぎをしてくれる。バルディア大戦ではアーガスと共にザカリーに挑むが、猫がねずみをいたぶるように打ちのめされてしまう。直後に駆けつけたテッドによって命を救われる。
大戦後、後輩たちの成長を感じるとともに、彼らに助けられている自分を不甲斐ないと痛感していた。同時に協力し合うことの大切さを知り、BUNFと張り合わずレイナスを支えていくことを誓った。
ジャン・パリック亡き後は、局長代行として本部で指揮を執る。後にライ･ナイトスターが新局長として就任。「女の上司というのも悪くない……」と思い始める。
新局長候補としてレイナスに推薦をもちかけられたが、「自分はそんな器ではない」と断っている。
アーガス・マクベイン
BIPガザイ支部の本部長にして、銀狼の一員。大剣使い。
たとえ小悪党でも、悪人に大して良心の呵責も起きないほど厳しい態度を取る。良くも悪くも「軍人」で、上官であるレイナスには頭が上がらない。
バルディア大戦ではラフォードと共にザカリーに挑むが、まるで相手にならず敗北。直後にテッドがかけつけ、命を救われることになる。
内心では自身の手で復讐を遂げたかったが、テッドがザカリーを討ち取ったことに対しては異論はないと語っている。
新局長候補としてレイナスに推薦をもちかけられたが、「自分はそんな器ではない」と断っている。
ジャン・パリック
BIPの本部長。感情に希薄で口数も少ない。テッドを銀狼に誘った師でもある。
元々は第6騎小隊の隊長で、騎士としてはレイナスとロナードのふたつ上の先輩にあたる。一部の部下からは「隊長」と未だに呼ばれている。
ファラザールの暗殺を食い止めるためザカリーと一騎討ちを繰り広げ、有利に戦いを進めるも、グレースを人質に取られてしまう。武器を捨て、無抵抗になったところにザカリーの一撃を受けて致命傷を負ってしまう。最後に「貴様は予想以上のクズだった」と言い残し、怒りを露わにしたザカリーの凶刃によって命を落とした。
彼の死がテッドに「誰にも負けないくらい強くなる」ことを決意させ、ジャンの遺志を継がせて本当に強い剣士として成長させた。
サイファ・ルイン
銀狼の一員でBIPの副本部長。ロナードやレイナスとは同期で顔見知りのため、犯罪者として追われているロナードを内心では庇ってあげたいと思っている。キャラの濃いBIPの中では、珍しく温和な性格。
ミラヴァロス防衛戦にて、ロナード急襲の際に不意をつかれてケイン・リバーズ（ザカリー・ファラン）に刺し殺されてしまった。
ウェリオ
巡査部長の男性。初めのうちは彼と話すことで任務を受け、見習いとしてBIPに入隊することが可能。階級を上げて彼よりも上の地位に立つこともできるが、そんなことは気にせず彼はプレイヤーを友人として迎えてくれる。
スコット・ウインスキー
BIPの捜査官。どこかキザっぽく、飄々とした態度を見せる男性。正義感が強く、困っている人を見捨てられない熱い部分も持っている。それ故に悪党を片っ端からひっとらえ、凄腕と噂されている人物（名前はあまり広まっていない模様）。
トリネピアに居を構えるナチュラ教の悪事を聞きつけ、真相を探るために単独捜査を開始する。無事解決した後は、ラスペリアにいてある大物犯罪者の捜査に参加している。酒には目のない性格。
ガザイ領空のラスペリアでは、デストラから要請を受け、プレイヤーの協力の元、大悪党ダルドーを逮捕した。デストラとは一言では語れない関係にあり、彼をBIPに引き抜きたいとも考えている。

### トラントリア
民のすべてが勇敢な戦士の血を継ぐ血族。暴挙を見せるリルガード帝国に反抗を続けている唯一の国家。帝国の侵略に対し、無抵抗を示したポンペ王に愛想を尽かし、ここへ流れた人間もいる。先王が先の戦で死亡し、今は娘であるマリアが女王となって統治している。しかし、ついにトラントリアは堕ち、リルガード帝国によって滅ぼされてしまった。マリア以下ウォレス、フィルはプレイヤーと共にアブドラの元まで逃げ延びたため生存している。
マリア
亡くなった先王の一人娘。女王としてトラントリアを統括する。
トラントリア防衛戦の際には、ウォレスから安全な場所へ避難するように言われるも拒否。「みんなが死力を尽くして戦う時に、自分だけ安全な場所にいるわけには行かない」と王座から決して動かぬという姿勢を見せた。
しかし、ついに動き出したグランフォースの襲撃により、トラントリアは落城。ウォレス、フィルと共にアブドラのもとまで逃げ延びるにいたった。
その後、リルガード帝国はバルディアにも侵攻を開始。五ヵ国とBIP、BUNFの連合軍と交戦を開始。
激戦の末、リルガード帝国は惨敗。トラントリアと前線基地ゼスタからも兵を退く状況にまで追い詰められた。
祖国を取り戻したマリアは、自分たちとバルディア連合軍の架け橋となってくれたアブドラを「英雄」として語り継ぐことを誓った。
その後は、ウォレスと少しずつ距離を縮めていっている模様。
ウォレス・クレイヴン
一部の部下からは「地上最強の戦士」と称される将軍。見た目も言動も厳しい感じのする壮年の男だが、マリアのことになると弱くなる。側近である四天王を率いて、前線でリルガード帝国と交戦中にある。
帝国の総攻撃なる情報を入手し、帰国。その後は四天王と共に作戦会議を開くも、意見はふたつに分かれてしまう。
そこへ表れたアブドラから（半ば強制的に）主人公を客将として貸し与えられ、少数精鋭で帝国前線基地ゼスタを叩き、残る総力でトラントリアの防衛を行うという作戦を開始する。ゼスタ襲撃は成功したものの、帝国最強の精鋭部隊である「グランフォース」が現れたことで戦況は逆転。トラントリアは落城し、多くの兵と四天王のうち三人を失ってしまう。
プレイヤーに導かれてアブドラの元へ辿り着いたウォレスは、今度は自分が客将となり、帝国との決戦に参加させて欲しいと申し出た。
バルディア大戦では仲間の仇であるアルバート・レインと一騎討ちを繰り広げ、互角の戦いを見せていた。しかし、レインが本気を出した途端劣勢に追い込まれてしまう。皇帝の命令でレインが撤退したため引き分けとなった。その後はフィルとともにグランフォースの分隊を撃破した。
大戦後はマリア、フィルとともに本国へ帰還した。
先王から託されたマリアのことは実の娘同然に思っているらしく、彼女のことになると「目の色が変わる」とモンティから言われた。
しかし、次第に一人の女性としてマリアを思うようになり、「女王」ではなく「マリア」と呼びそうになったが、そこへフィルが現れたため最後までいえなかった。だんだんとマリアとの距離を縮めている。
フィル・アルバラース
トラントリア四天王のひとり。長剣使いの青年。気性の激しい四天王の中ではかなり温厚で、どちらかというと臆病な性格。反面、思ったことは素直に口に出してしまうことも。
トラントリア防衛戦ではウォレスからマリアの護衛を命じられたため、戦闘には参加しなかった。
グランフォース襲撃の際も戦闘には参加せず、ウォレスと共にマリアを護り、アブドラのもとまで逃げ延びた。
バルディア大戦の際、ウォレスと共に戦闘に参加。アルバート・レインとウォレスの一騎討ちには実力の差がありすぎて参加できなかった。しかし、負傷したウォレスと共にグランフォースの部隊を退けてみせた。
大戦後はトラントリアへ帰還し、この戦いでなくなった先輩たちに恥じないように生きることを誓った。
ダグ・フォア
トラントリア四天王のひとり。巨大な斧を武器としている。ウォレスに次ぐ実力者で、アルバート・レインからも高い評価を得ていた。
誰に対しても砕けた口調で接し、それは上司であるウォレスに対してもかわらない。
グランフォースの襲撃によって敗戦を迫られ、マリアを護るために一人残り、アルバート・レインと壮絶な戦いを繰り広げた（それでもレインは本気を出していなかった）。トラントリアの未来をウォレスに託し、死亡。プレイヤーたちが逃げた先にはリエラとレニーが待ち受けており、ダグの決死の覚悟がなければレインに挟撃されていた。
サイクス・アズロ
トラントリア四天王のひとり。モンティとは兄弟の仲。メイスを武器としている。
自信家な人物で、慎重派というよりも攻撃的な思考が目立つ。
モンティと共に王座に残り、隠し通路から逃げるマリアたちを護り抜こうと奮起。たったふたりでグランフォース幹部三人と互角の戦いを演じるが、アルバート・レインによって一瞬で切り捨てられてしまった。
モンティ・アズロ
トラントリア四天王のひとり。サイクスとは兄弟の間柄。サイクスを「兄ぃ」と呼び慕っている。巨大な鉄槌を武器としている。
悪ノリしがちな性格で、自信家な兄と比べると向こう見ずで無鉄砲。陽気で言動も明るく、場の雰囲気を読まないことでよくウォレスやダグから怒られる（言っていることそのものは特に間違っていないため、なおさら）。
サイクスと共に王座に残り、リエラ、カイル、レニーの三人と互角の戦いを見せるも、アルバート・レインが現れたことで一気に拮抗が崩れてしまった。目の前で兄サイクスをレインに切り捨てられ、怒り狂って特攻するも一瞬で切り捨てられてしまった。

### ファズム・ロッジ
古くからクラウディア全土で歴史の闇に隠れて暗躍している組織。本作における「敵」に位置する。元々はクラウディアの空を守るために活動していたが、「秩序のために」手段を選ばないことで善悪のどちらにも属さないでいた。代々ファラン家とルクノス家という二大派閥によって統治されていたが、ファラン家は「優秀な自分たちこそがクラウディアを支配するに相応しい」と考え、他者を見下す傾向にあった。ルクノス家は「他国との融和」を唱えており、そのことで両家は袂を分かち、互いに敵視しあっている。しかし、リルガード帝国と手を組んだファラン家は勢力を一気に拡大し、ルクノス家を不要な存在という皮肉を込めて「ホワイト・ロッジ」と呼びはじめた。ルクノス家の総領であるファラザールを殺害し、ファズム・ロッジの支配権はファラン家が得た。ストーリー終盤、ついにリルガード帝国と共にバルディアへ攻め込み、「バルディア大戦」を勃発。しかし、クラウディアを守り続けた英雄とプレイヤーたちには敵わず惨敗を喫したため、「ホワイト・ロッジ」になりつつある。ファズム・ロッジはアルバート・レインによって「敵前逃亡」したとみなされて懸賞金がかけられ、生き残った者たちは駆逐されていった。
セイリオス・ファラン
ロナードの双子の弟。旧姓はセイリオス・ナイトスター。服装は初期のロナードを思わせるような青い装束を着ている。
幼少の頃から足を患っており、歩くことができない生活を強いられ、両親と共に各地を転々として治療方法を探していた。その最中に起こったエアシップ墜落事故によって両親とともに死亡したとされていたが、孤児として生き延びていた。後にバルガスに拾われ、両足を治療されてファラン家の一員としてファズム・ロッジに所属する。それから数十年の後、両親の命を奪ったエアシップ墜落事故はバルガスの謀略だったことが明かされる。
ザカリーとは仲が悪いということはないようだが、彼の享楽的な言動にはうんざりしている様子を見せている。ザカリーの死には特に触れられていない。
容姿から剣術まで兄のロナードと酷似しており、それを活かしてカイゼル王の暗殺を決行するが、レイナスが現れたため撤退した。
その後、ファラザールが組織の秘密を公開しようとしているのを察知し、ザカリーと共に彼の暗殺を決行。魔法で拘束したグレースを人質に取り、無抵抗のジャン・パリックはザカリーに殺害され、用済みとなったグレースはセイリオスによって切り捨てられた（急所は外してあったので彼女だけは一命をとりとめた）。
彼がファラン家に属しているのは理由があるようだが、テッドから問い詰められた時には「子供にはわからない」とはぐらかしている。後に、孤児だった自分を引き取ったバルガスの理念（クラウディアの恒久的平和）に共感したことが明かされる。また、バルガスを「育ての親」と言ったり、「今更昔の恨みで復讐する気はない」と述べており、バルガスに恩義を感じていたことがうかがえる。
リルガードのバルディア侵攻に参戦し、BUNFの軍艦と交戦を開始する。レイナスとプレイヤー相手に追い詰められたと思いきや、伏兵を設置しており危機を好機へとかえる。
しかし、そこへ現れたロナードの参戦によって戦況は覆され、兄弟対決に敗北を喫した。死を覚悟して「早く殺せ」とにらむセイリオスに、ロナードはバルガスと対立していた幹部を暗殺するために墜落させられ、両親はその巻き添えになってしまったことを語る。半信半疑になりながらも、レイナスに見逃されたセイリオスは、自身の目で真実を見るためにそのまま姿をくらませた。
同時期に行方をくらましたバルガスを探しだし、水の神殿の最奥「パワースポット」にて両親の死の真相を問う。バルガスは両足を治療したことなどの恩義を語り、命乞いを始めるがセイリオスに仇を討つつもりはなかった。しかし、この命乞いは異世界のゲートを開くまでの時間稼ぎにすぎず、ゲートそのものを開く準備は整っていた。大量の魔物をクラウディアに召喚することで「異世界の脅威」を世界中に知らしめようとするバルガスを、セイリオスは見過ごすことはできず、討ち滅ぼそうとする。ゲートは開かれ、そこへ居合わせたプレイヤーとレインの助力で魔獣の群れを蹴散らし、ついにバルガスを追い詰める。そして刺突にて彼の心臓を貫き、ファズム・ロッジに終止符を打った。
バルガスを討ち滅ぼした後は、協力してくれたプレイヤーに感謝の言葉を述べる。また、レインにも少なからず友情を感じていた模様。
バルガスを討ち、ファズム・ロッジに終止符を討った彼は「もう光の当たる道に戻れない。両親を失ったのは同じだが、よき仲間に恵まれた兄が羨ましい」と言い残し、バルガスが異世界のゲートを開くために用いた「ルディアスの聖石」をプレイヤーに託し、去っていった。この聖石はロナードの手に渡り、そしてヴァイスが構築した理論と組み合わせることでニアを救出するための決め手となった。
ロナード同様、大剣を自在に使いこなすパワーファイター。構えから剣筋まで兄と非常に酷似している。レイナスですら見間違えてしまったほど。
必殺技は、連続攻撃を仕掛ける「技剣術・極」。単体攻撃の「ファラン式暗殺剣」。なお、兄であるロナードは「技剣術・終」というものを使用する。
『フライハイトクラウディアI』・『IV』のディレクターを務めた早貸久敏が担当するゲームアプリ『ラストクラウディア』には、彼をモチーフにしたキャラクター「蒼氷の騎士セイリオス」が登場している。容姿は本作と同一。
バルガス・ファラン
ファラン家の総領を勤める狡猾な老齢の男。急進派に属する。ザカリーの義父。事実上ファズム・ロッジのトップ。
リルガード帝国皇帝アルフレッド・ゴアの補佐的な立場になり、クラウディア全土の支配をもくろんでいる。
息子と同じく人を食ったような言動が目立つ性格。マリア皇女とウォレス将軍を取り逃がしたアルバート・レインを遠回しに非難していた。
過去、孤児だったセイリオスを拾い上げて育てていたが、彼の両親を事故に見せかけて殺害したのはバルガスであった。過去ファズム・ロッジの幹部にひとりの学者がおり、急進派のバルガスとは対立する間柄だった。そのため、バルガスはバルディア視察から帰ってくる船を事故に見せかけて墜落させ、学者を抹殺。セイリオスとその両親は、バルガスの計略に巻き込まれてしまうこととなった。
バルディア大戦では惨敗したため、組織の工作員多数と息子（養子か実子かは不明）のザカリーを失い、誰にも行方を告げることなく姿をくらました。「圧倒的な武力が平和に導く」という持論を根底から覆され、半ば自棄になった彼は「強大な敵を前にした時、人々は手を取り合い立ち向かう」という新たな結論を導き出す。そして水の神殿最奥にあるパワースポットにて、特殊なラディフレベアン「ルディアスの聖石」の力で異世界フロンティアのゲートを開いた。これによって大量の魔獣を呼び出し「わかりやすい脅威」をクラウディアに知らしめ、多くの人々が手を取り合わざるを得ない状況を作り出そうとしていた。
しかし、それは歴代の総領が唱えた愚挙であり、粛清されても文句の言えない極論であった。ゲートは開かれ、とめに入ったセイリオスを魔獣の群れで抹殺しようとするが、レイン、そしてプレイヤーが駆けつけたことで戦況は逆転。異世界の魔獣は大半が駆逐されてしまう。
そしてセイリオスの剣によって心臓を貫かれ、「いい太刀筋だ……」と言い残し、最期を迎える。
セイリオスのことは他の養子とは違い、本当の息子のように特別に見ていたことが彼の台詞から感じられていた（反旗を翻したセイリオスに対して、「我が息子よ！」と言う等）。また、バルガスもバルガスなりに「ファラン家の総領」としてクラウディアの平和を願っていた。ただ、ファラザールの融和策だけは頑なに否定している。
ザカリー・ファラン
剣技に関して天武の才を持つ青年。しかし、常に尊大で他者を見下しており、よくふざけた言動を見せる。だが、逆に自分が見下されたすると異常なほどの怒りを見せる。セイリオスを「兄貴」と呼んでいる。
ケイン・リバーズと名乗り、バーデルゼンのトライアルタワーにて凄まじい実力を披露。あっという間にBIPに引き抜かれて銀狼入りを果たし、ガザイ支部に加入する。銀狼の新米としてアーガスと共に任務を受けていたが、その正体はファラン家の幹部。
その実力は「音速剣」の異名を取るテッド・キリアスを容易く切り伏せたほど。卑怯にも背後からサイファ・ルインに切りかかり、彼を殺害。その罪をロナードに着せようとしたが、テッドによって不審な態度を見抜かれて指摘されてしまった。
テッドとの対決ではあっさりと彼を切り倒すが、トドメを刺す前に逃走してしまった。その後は身を隠しており、サイファの仇として銀狼で捜索が行われている。
その後、組織の存在を公開しようとしたファラザールの暗殺任務に参加。セントミラ士官の家族を人質に取り、無理やり士官に協力させてセイリオスと共にBIP支部へと乗り込むも、居合わせたジャン・パリックに正体を疑われてしまう。用済みとなった士官を始末し、ジャンと一騎討ちを繰り広げる。
不利を悟ったザカリーは、グレースを人質に取り、無抵抗のジャンを刺殺。グレースもセイリオスによって切り捨てられてしまう。
プレイヤーと復讐に怒り狂うテッドと激戦を繰り広げ、その戦いに「愉悦」を感じていた。ふたりがかりでもザカリーを倒すことはできず、ファラザールの暗殺がセイリオスによって決行されてしまう。
その後、バルディア侵攻を開始したリルガード帝国と合流し、バルディア大戦に参加。BIP軍艦に乗り込み、アーガスとラフォードに重傷を負わせ、居合わせたプレイヤーに刃を向ける。そこへテッドが駆けつけ、プレイヤーと合流。再び二人でザカリーに挑む。
修行の成果で会得した新必殺技『光速剣』を手にしたテッドと、幾多の修羅場を潜り抜けてきたプレイヤーには及ばず、死闘の末、ついにザカリーは追い詰められる。最後にはテッドに命乞いするも聞き入れてもらえず、切り刻まれて絶命した。
刺突を主体とした戦法を好む。必殺技は黒い衝撃波を巨大な槍として放つ「シュルツブリンガー」。全体攻撃の「フォースセイバー」。セイリオスと同じく「ファラン式暗殺剣」を用いる。
謎の組織のリーダー
「監獄レギンスレゴラを襲撃して犯罪者達を解き放つ」という偽りの情報を流し、レイナスたちを欺いた男。多数の部下を率いてルセムルク首都バルブールのLODSコントロールタワーを占拠。制御装置を破壊してクラウディア中を混乱させようと行動した。
BUNFとBIPの連合軍との戦いの最中、駆け付けたプレイヤーによって彼の凶行は阻止されたが、死に際に「この襲撃でのリーダーなら自分だ」と言い残しており、更に黒幕がいることを予感させていた。
後に、今回の作戦はリルガード帝国とファズム・ロッジによる合同作戦だったことが明かされる。
魔獣ジェント
一大歓楽都市ラスペリアにて、魔植ウイルスによるテロを目論んだ組織の男が自らの肉体にウイルスを感染させ、変貌した姿。魔植ウイルスを散布して大勢の人間を怪物に変異させる罪悪感など微塵も感じさせなかったばかりか、その行為を「楽しい」と思っていた異常者。正体はファズム・ロッジの尖兵。
主人公に追い詰められ、自ら怪物と化して襲い掛かってくるが激戦の末に敗北し、死亡した。
魔獣形態は、巨大な怪物に騎乗した騎士を思わせる容貌をしており、手にした剣での攻撃や魔法「ダークストーム」での全体攻撃を仕掛けてくる。本体、剣、下半身の三つのパーツから構成される。
実装当初はとても立ち討ちできるような相手ではなく、弱体化スキルを重ね合わせてやっと倒せる強さだったが、すぐに修正されて弱体化した。

### リルガード帝国（公国）
アルメディッカ空域の支配を目論む軍事国家。元々は公国だったが、クーデターにより帝国となる。非常に攻撃的でよそ者が自国をうろついていると、いきなり砲撃を喰らわせる過激さを持つ。他の国家を次々と侵略・攻略し、唯一抵抗しているトラントリアと睨み合う状態となっている。その裏では密かにファズム・ロッジと手を組み、バルディアの支配を目論んでいる。精鋭部隊にグランフォースという組織を有している。雰囲気も実力も一般兵とは比べ物にならないくらい鋭い。だが、幾多の英雄と清栄を従えるバルディア連合軍には敵わなかった。バルディア大戦で敗れた後は、レインの手によって新たな指導者を据え、帝政を廃止して公国を名乗るようになった。
アルバート・レイン
精鋭部隊と名高いグランフォースの隊長。彼と直属の幹部三人ならば、小国を滅ぼせるとまで言われている。
兜を身に着けた怜悧な男だが、心底毛嫌いしている者に対しては壮絶な皮肉を言うことも。実力は非常に高い。幹部三人を相手にして疲弊していたとはいえ、モンティとサイクスを一瞬で切り捨てるほどの技量を持つ。更にはトラントリアナンバー2のダグをも打ち負かした。
バルディア大戦ではウォレスと一騎討ちを繰り広げ、「本気を出すに足る相手」と見出し、一瞬にしてウォレスの胸を斬り付けた。優勢になるも、皇帝からの命令で撤退を余儀なくされてしまい決着は付かなかった。
アルフレッド・ゴアの掲げた理想である「空の調和」に同調し、グランフォースの隊長として剣を振るっていた。しかし、バルディア大戦の折、劣勢に追い込まれた皇帝は全艦隊に「突撃して敵を道連れにしろ」という命令を出してしまう。理由は「このまま逃げ帰ったのでは名に傷が付く」というもの。
レインやバルガスが諌めても聞かず、あげく皇帝はレインを殴り倒して「消え失せろ！」と罵倒してしまう。
最早、理想も志もない戦いに無意味を感じたレインは皇帝を殺害し、「戦死した」ということにして自身が指揮を執り全艦隊を撤退させた。
こうしてリルガード帝国は、トラントリア、ゼスタからも撤退を余儀なくされ本国へと帰還した。
その後、帝国の目的を狂わせたファズム・ロッジに懸賞金をかけて指名手配。生き残った組織の掃討に乗り出した。これ以前からファズム・ロッジを「寄生虫」と嫌っており、ゴア皇帝が理念を曲げてしまった元凶としてみていた。しかし、セイリオスに対してはひとりの剣士として真剣勝負をしたいと考えていた。セイリオスがバルガスを探していることを知り、後にセイリオス、プレイヤーの危機に駆けつけバルガス打倒に一役買った。セイリオスに対しては、少なからず友情を抱いている言動を見せている。
前国王（公爵）の息子を探し出し、帝政を廃止。前国王の息子を公王に据え、以前のリルガード公国を復活させた。
その後は「ロクな死に方はしないだろう」と自らに十字架を科し、リルガードから姿を消した。彼もまたウォレスと同じように信頼できる部下を失っただけではなく、信念のためにと振るった剣が多くの血を流しただけだったことにショックを受けていたようだった。敵であるものの上記の理由からプレイヤーと一戦を交えることはなかった。
アルフレッド・ゴア
リルガード帝国の皇帝。元々は軍人で階級は元帥であったが、クーデターを成功させリルガード公国を帝国に改める。そして自身は皇帝を名乗った。
元々は空の調和を志してクーデターを起こしたが、ファズム・ロッジと接触してからは豹変。我欲に塗れた男に成り下がり、支配欲のためにアルメディッカを平定し、バルディアに侵攻した。ウォレスとは知り合いらしく、彼のことを忌々しそうに独白している。
リエラ、カイル、レニー、そしてザカリーとセイリオスと、主力のほとんどが敗北を喫したため劣勢に追い込まれる。バルガスから諌められても撤退には応じず、全艦隊に「敵艦に突撃して道連れにしろ」と非情な命令を下してしまう。レインだけは死なすには惜しいと考えて旗艦に退却させたが、彼からも諌められ逆上。レインを殴り飛ばしてしまう。
その結果、敗北を受け入れられない己の矜持のために味方を何人も殺してしまった。ついにレインに見限られ、彼の剣によって切り捨てられてしまう。
リエラ・セト
長剣使いの女性。レイン直属の部下の一人。三幹部の中では一番クールで、レインに心酔している。
グランフォースの尖兵としてトラントリアに攻め込み、カイル、レニーとともにアズロ兄弟と対決。その後レインと合流し、レニーとともにプレイヤーたちの退路をふさぐべくエアシップターミナルを占拠。
ウォレスはレニーと戦い、そしてプレイヤーはリエラと戦闘を開始。敗北を喫したリエラは、信じられないといった様子でプレイヤーを見る（四天王、将軍クラス以外の相手に負けたのが衝撃的だった模様）。
プレイヤーがトラントリアの人間ではないと気づいた直後、ウォレスによって切り捨てられた。しかし、女性を殺すのはためらいがあったのか致命傷ではなかった模様（重傷だったレニーとは違い、立ち上がれるくらいの手傷だった）。
バルディア大戦ではライの軍艦と戦いを繰り広げた。互いに女として立ちふさがり、リエラはライに「あなた自身は何のために戦っているの？」と問われるも、目して語らず。ライとの激戦の末敗北。
死の直前、リエラがアルバート・レインの名を口にしたことで、同性ゆえに、そして同じく愛する人がいたライは彼女の戦う理由を悟る。
必殺技は、列攻撃の「帝国式魔絶刃」。ほか、「パリィ」という防御スキルで物理攻撃を無効化する。
カイル・アークエット
ガンナーの青年。拳銃を武器としている。レイン直属の部下の一人。三幹部の中では一番おどけて、空気を読まない言動が目立つ。基本的に敬語を使うが、内容は軽い。無意味に大声で騒いだりする明るい性格。
レニーとは五年来のコンビで、任務の際はふたりで活動することが多い。バルディア大戦ではレニーと共にセントミラ軍艦と戦いを繰り広げる。
ハントとヴァイス、そしてプレイヤーと交戦。五年の経歴ではハントとヴァイスには遠く及ばず、激戦の末死亡。相棒に一言も遺すことなく静かに息を引き取った。
必殺技は全体攻撃の「帝国式輪乱射」。また、「遠距離攻撃」で列を無視したダメージを与えてくる。
レニー・ギャリオン
短剣使いの男。レイン直属の部下の一人。三幹部の中では一番慎重で、深追いはせず引き際を弁えている。
ウォレスとの対決に敗北し、重傷を負ってしまう。その実力を目の当たりにした彼はウォレスを「化け物だ」と恐れて評価していた。
カイルとは五年来のコンビで相性もバッチリ。バルディア大戦でカイルと組み、セントミラの軍艦へ攻撃を仕掛ける。
そこへ居合わせたハントとヴァイス、そしてプレイヤーと激戦を繰り広げる。だが、コンビとしての経歴も実力もハント・ヴァイスには遠く及ばず、カイルは死亡。相棒の死と自身の敗北を悟った直後、ハントの銃弾によって撃ち取られた。
必殺技は、単体に連続攻撃を仕掛ける「帝国式乱舞撃」。前衛にレニー、後衛にカイルというスタイル。
シュメッターリンクを欲しがっている兵士
その名の通り、バルディアに広く伝わる移動機械シュメッターリンクを欲しがっている兵士。ゼスタやトラントリア、果てはシリアスなイベント中にもNPCとしてひっそりと登場する。
なんとバルディア大戦にも参加しており、敗北したが「こいつは戦いに来たわけじゃないみたいだ」と敵に同情？されたらしく、リルガード帝国が公国になった後、生存が判明している。戦いに来たわけではなくシュメッターリンク欲しさについてきただけの模様。
大戦後、ついに念願のシュメッターリンクを手に入れるも、見つかると怒られるのでリルガード城内で誰にも見られないように整備している。

### 異世界フロンティア
クラウディアとは違う次元に存在する別世界。そこは宇宙空間のような背景となっており、分割された大地とワープゾーンを行き来して移動することになる。
ラグランジュ
異世界フロンティアに存在する「狭間の迷宮」の最奥にたたずむ存在。背中からは天使と悪魔の双翼を生やし、男性的な体躯と長い金髪を持つ。体のあちこちには緑の小さな宝玉が埋め込まれている。本作におけるラストボス的存在。
クラウディアに住む人々を「猿」と見下しており、クラウディアに降臨することで人間の駆逐を目論んでいた。ニアとリサの魔力波長を利用することで異世界をつなぐゲートを開こうとするも、逆にニアに拒まれ彼女を引き寄せてしまい封印されてしまった。封印された後はニアとリサの意識がつながった隙を突き、その干渉を利用して封印から脱出。逆にニアを拘束してしまった。
ゲートを開いてフロンティアに乗り込んできたレイナス、ハント、プレイヤーの三人と対峙することになる。

青年の形態ではグランドクロスといった強力な上級魔法を使用する。
しかし、上述の姿は本来の姿とは違い、レイナスたちの強さを認めてからは真の姿へと変貌する。碧の巨大な宝玉が本体となり、そこから血管のような管が心臓、巨人の上半身、骸骨、天使と悪魔の双翼へとつながって肉体を構成している。
フライハイトシリーズでおなじみの、「複数の部位を持つ禍々しい形状」をしっかりと継承している。
攻撃手段はガラリと変わり、さまざまな属性の最上級魔法を乱発するばかりか、ステータス解除スキルも使う。また、全体呪縛効果のあるスキルも使うので呪縛耐性がないと苦戦を強いられる。
フォルネウス
ラグランジュの配下。魚介類を想起させる容姿を持った魔獣で、水属性の強力な魔法を多用する。ラグラジュに通じるワープゾーンに結界を張っていた。
メドゥーサ
ラグランジュの配下。鳥類を想起させる容姿を持った魔獣で、睡眠などの状態異常を交えた攻撃を多用する。ラグランジュに通じるワープゾーンに結界を張っていた。
魔獣ラヴィレント
バルガスが開いたゲートから出現した、巨大な竜型魔獣。『フライハイトフロンティア4』に登場した「魔獣ラヴィレンス」と酷似した姿をしているが、攻撃手段はまったく別物。
物理、もしくは魔法を無効化するスキルや全体風・闇の属性魔法を多用して攻撃してくる。また、ステータスアップを消し去るスキルも多用する。隠しボスである「ドラゴニス」を弱体化させたようなモンスター。
後述の機甲獣ガルダの次に戦う相手となる。バルガスを遮る最後の関門として立ちはだかる。
機甲獣ガルダ
バルガスが開いたゲートから出現した、巨大な機甲魔獣。鋼鉄を思わせる装甲を持った巨人のような姿をしている。機械的な見た目どおり、強力な雷属性の攻撃を多用してくる。後述の「機甲獣ベレト」を強化したようなモンスター。
機甲獣ベレト
ヴァイスがリサとニアの魔力波長を利用して開いたゲートから現れた、巨大な人型魔獣。鋼鉄のような装甲を全身にまとっている。
雷系の攻撃を多用してくる。

### エルディア
カートン
前作『フライハイトクラウディア』に登場した敵対組織の幹部。本編クリア後の追加ストーリーに登場する。
アウル
前作『フライハイトクラウディア』に登場した敵対組織の幹部。本編クリア後の追加ストーリーに登場する。
エイジア
前作『フライハイトクラウディア』に登場した敵対組織の幹部。本編クリア後の追加ストーリーに登場する。男性のような口調だが女性。
ザマ
前作『フライハイトクラウディア』に登場した敵対組織の幹部。本編クリア後の追加ストーリーに登場する。最後に実装されたクエストにて登場し、事実上最後の敵となった。
フューゼ
前作『フライハイトクラウディア』に登場した大ボス。本編クリア後の追加ストーリーにおけるラストボスとなる。

### その他
ニア
物静かだが、高い魔力を秘めている女性。フライハイトクラウディアシリーズにおいて、メインヒロインを務めていた。
とうとうレイナスと結婚し、一人娘であるリサを生む。
約3年前、異世界フロンティアに潜む邪悪な存在ラグランジュにより拉致（正確には引き寄せられた）されてしまい、それを封印するため異世界から帰れない状況にある。
血のつながりが深いリサとは何度も交信して会話をしており、それが支えてとなっていた。
ラグランジュを封印するも、リサと交信した隙を突かれて逃げられてしまい、逆に囚われの身となってしまった（利用価値があるので生かされていた模様）。
ラグランジュはレイナス、ハント、プレイヤーによって討ち滅ぼされ、ニアは数年ぶりに家族の元へ帰ることができた。
ハント・グレイウォール
傭兵として各地を転々としているガンナーの男性。五十路近いらしい。男性なら老人、少年問わず好かれるタイプ。ニアの妹ラナからは「おじさま」と呼び慕われている。
女性に対しては紳士的な言動を見せるが、実際はノリがよく弄られやすいタイプ。年の近い女性には「さん」、逆に離れている女性には「ちゃん」付けをしている。すっかり大人になったラナに対しても「ちゃん」付けをしている。
ただしシステムの都合上、主人公に対しては女性の場合でも男性同様の対応をとる。
バルディア大戦ではヴァイスと共にプレイヤーのパーティに加入し、カイルとレニーを撃破。相棒との付き合いの長さを誇った後、レニーを銃撃して撃ち取った。
その後、ニアを救出する手はずを整えたヴァイスとプレイヤーに合流し、レイナスとともにパーティーに加入。ラストバトルのメンバーとして一時的にパーティーに加わった。
ハントとロナードは『フライハイトクラウディア』の初代から4作目まですべてメインキャラクターとしてパーティーに加わっていたが、今作ではロナードは一度しか加わらず、ラストバトルには登場しない。ハントは全シリーズ皆勤賞をなしとげたといえる。
ラナ
ニアの実妹。姉とは違い、気性が荒く怒りっぽい性格。姉ほどではないが、高い魔力センスを持つ。『フライハイトクラウディア』と比べると気性の荒さが目立つ。
年齢は30前後のはずだが、今では少女の頃と変わらずハントを「おじさま」、姉を「お姉ちゃん」と呼び慕っている。ただし、レイナスに対しては過去に「さん」付けだったが今は呼び捨てにしている。
行方不明になったニアと、母親と引き離された姪のリサをいつも気にかけている。だが、仕事に忙殺されてニアの捜索に本腰を入れられないレイナスに苛立ちを禁じえないでいる。
姉の行方がわかったことでレイナスに対する憤りは解けた模様。ニアの帰還後は数年ぶりに会話を交わしており、昔のように口調に幼さが出てしまっていた。
ザード
ラナとニアの幼馴染。『フライハイトクラウディア』シリーズでは、2作目と3作目（の終盤において）での主人公を務めていたキャラクター。ニアよりひとつ年上だが、彼女からは弟のように思われている。
本作ではニアの救出を祝うパーティーが初登場となる。リサから「おじさん」と呼ばれ、「お兄さんな」と微妙に訂正していた。町の人の話ではラナらしき女性と一緒に酒場に飲みに来るなど、今でも友好な関係が窺える。
旧作の主人公であるにもかかわらずもう1人の主人公であるレイナスとは対照的に本作の出番は少なく、NPCとしてパーティーに加わることもなかった。
エリオル
ザード、ニア、ラナの父親代わりとなっていた男性。ザードとともに、ニアの帰還を祝うパーティーが初登場となった。
ブルース
「ポストマン」と名乗る運び屋の青年。例え危険な物品であろうともきっちり運び届ける。

### カイゼルシュルト領空
リサ・シルバーロード
レイナスとニアの間に儲けられたひとり娘。母同様高い魔力の素質を持っており、ヴァイスに見込まれてミラヴァロスに入学し、彼のもとで術の使い方を学ぶ。
異世界に幽閉されたニアとは何度も意思の交信しており、そのことを話しても周りの人間は「母恋しさのあまり幻聴を聞いた」と相手にしていなかった。しかし、ヴァイスの手によって事実であることが判明し、ニアと近い魔力波長を持つリサならば、異世界に囚われたニアを助け出せる鍵となることを見込まれた。
ヴァイスの元で魔力を扱う修行を続け、次第に刃は譲りの才能を開花させていくことになる。ドモラの娘クレアとはよく友人であり、ライバルでもある。
母親を助ける過程でたくさんの人を救ってきたプレイヤーに憧れを抱き、ニアを救出した後では「お友達になって欲しい」と手を差し出した。パーティーの最中にプレイヤーの姿を探しており、見つけたら飛び出して手を引いて両親の前につれてきてしまった
ロナード・ナイトスター
カイゼル軍の将校。大剣使い（ただしパーティー加入時は刀を装備している）。ライ･ナイトスターとは従姉弟の関係。
近年、カイゼル王の暗殺を企てたとして追われており、その行方は今も知れない。
実は、カイゼル王の暗殺を企てたのは双子の弟のセイリオスであり、ロナードは潜入捜査のためあえて暗殺犯の汚名をかぶり、裏社会の人間として捜査を続けていたにすぎなかった。セイリオスを追ううちに歴史の陰に隠れて暗躍する組織「ファズム・ロッジ」に行き着く。その調査をしていた主人公とテッド・キリアスと鉢合わせすることとなり、一度は争うもテッドはロナードの剣に殺意がないことを見抜く。
その後、ロナードは「このふたりなら」と見込み、レイナスのもとへ連れて行き、真実を語った。
それからはセイリオスを説得するべく、アルメディッカ空域で両親の死の真相を探り始める。セイリオスを魔道に引き込んだ張本人が、ファズム・ロッジの総領バルガスだったことを知った。
バルディア大戦では、セイリオスの策にかかったプレイヤーとレイナスの窮地を救い、兄弟対決に勝利。レイナスと共にセイリオスを説得し、「自分の目で確かめなければ信じられない」と行動させるほどに至らせた。
セイリオスがバルガスを討ったこと、そして「もう光の当たる道には戻れない」と言い残していたことを聞いて不安そうにしていた。しかし、レイナスに励まされセイリオスを信じることにした。
最後に、弟を助けてくれたプレイヤーに感謝の言葉を伝えた。以後はプレイヤーを信頼し、異世界へ向かうレイナスの助けになって欲しいと伝えた。
レイナス不在の間は代理として事務処理していたが、あまりの大変さに根を上げたためライにからかわれてしまった。レイナスとニアの帰還後は、カイゼル王から「亡きアブドラの後をついで将軍になってほしい」といわれるが、現場のほうが性にあっていると断っている。
レイナスの代理を終えてからは、再びアルメディッカへとわたり、セイリオスの行方を尋ねてか人探しの達人であるメルディンのもとを訪れている。
幼少の頃に離れた兄弟だが、使用する技はセイリオスと非常に似通っている。
ドモラ・ヴァージンスノー
かつて、レイナスとロナードの上司だった男性。叩き上げから中将まで登り詰めたが、早く退役してレイナスに後釜を譲っている。レイナスを始めに多くの兵士たちから尊敬されているが、娘や妻の相手となると途端に甘くなる。
退役した理由は、一人娘クレアが生まれたからと言われている。以前は王城近くの屋敷に住んでいたが、退役が早かったため財政が苦しくなり、一軒家にランクダウンしてしまった。
クレアにはおしとやかに育って欲しいと願っており、雄雄しく強くなって欲しいと考えている例らとは教育方針でぶつかり合っていた。しかし、魔獣を前にしても果敢に立ち向かったクレアの姿を見て教育方針を改め、レイラよりになったことで和解する。
ニアの期間を祝うパーティーでは、娘クレアとレイナスの娘リサの姿を見て、若かりし頃のレイナスとロナードを重ねていた。
レイラ・ヴァージンスノー
かつては「帝国の薔薇」と呼ばれていた魔法のエキスパートで、ロナードからもさん付けされるほどの男勝りな軍人だった。ドモラと結婚してからは退役し、ヴァージンスノー家の家事を担っている。
娘クレアが生まれてから、子煩悩全開の夫の姿を見て「軟弱になってしまった」と呆れている。娘には強くなって欲しいと願っており、剣をプレゼントしようとしたところ、ドモラは「剣は危ないからナイフにするべきだ」と言い出し、喧嘩となってしまった。
しかし、魔獣と心を通い合わせて説得したクレアの姿を見て、「優しい娘」のというのも悪くないと思い始めるようになった。
とあるクエストをクリアして以降は通常時に話しかけても同クエスト内のイベントが再び発生するようになるため、それに関連したセリフしか話さなくなってしまう。
クレア・ヴァージンスノー
ヴァージンスノー家の一人娘。レイナスの娘リサとは友人で、よく遊んでいるらしい。魔法を極めようとするリサとは対照に、クレアは剣を手にしている。
自分の教育方針で喧嘩ばかりしている両親を見て、「仲直りして欲しい」と考え、父ドモラがプロポーズの際に贈った三種の花を集めに家を出てしまう。家出したと勘違いした両親は森を抜け、山を登り、魔獣に襲われているクレアの姿を発見する。
毅然と怯まず魔獣を説得して帰したクレアの姿を見て、今までぶつかり合っていた両親の教育方針は激変。クレアの勇敢な姿が夫婦の考えに影響を与えた。
カイゼル王
初代『フライハイトクラウディア』から変わらず、今作も登場。少々老いが目立つ。バルディア元老院を発足し、自身は議長を務めている。
ファズム・ロッジの刺客であるセイリオスによって暗殺されかけたが、レイナスによって救われた。
バルディア大戦では、自身が大将となってバルディア連合軍の総指揮を執っていた。アブドラの死を聞いた時には悲しみにくれ、彼を「忠勇の士」と讃えていた。
セイリオスがバルガスを討ち、ファズム・ロッジの終止符を打ったことをしった彼は、セイリオスの所業を赦し、「カイゼルシュルトの守護者」としてロナードの元へ戻ってくれることを望んでいる。
帝国が公国になるのと同時に和平を結び、クラウディアの平和に尽力した。
アブドラ
バルブールの企業と癒着していると噂されている老将軍。古くからカイゼルシュルトに仕えているが、同じ将軍であるレイナスより人気が劣る。しかし、彼に長く仕えている兵士には厚い人望を得ている。
実際は愛国心が強く、企業との癒着もリルガード帝国と繋がりのある企業ソシエノキスに潜入捜査をしていた彼を見て誤解したジャーナリストが騒ぎ立てたものにすぎない。
リルガード帝国の前線基地ゼスタに監禁されている。プレイヤーによって救出された後は、リルガードのカイゼルシュルト帝国に対する敵意を察し、トラントリアに肩入れする。
トラントリアが背水の陣を引き、リルガードの総攻撃を打ち負かそうとしているところへプレイヤーをつれて表れ、半ば強制的にプレイヤーを作戦に参加させる。
ドモラとは旧知の間柄らしく、再会した時には忌々しそうにしながらも彼の実力を認めるような言葉を口にしていた。
防衛戦の際には、その圧倒的な戦闘能力で帝国兵を蹴散らし、狼狽させていた。
プレイヤーをよくコキ使うが、内心ではその実力と誠実さを信頼しており、「お前はリルガードとの戦いに必要な人間だ」と語っている。プレイヤーに連れてこられたマリア、ウォレス、フィルの三人を保護し、リルガード帝国との決戦に備える。
ファラザールが倒れてからはアブドラが指揮官を引き継ぎ、司令部の主となっている。
バルディア大戦の折、劣勢に追い込まれたゴア皇帝に指示により、リルガード艦隊はソラリスに突撃を開始。大型軍艦からソラリスを守るため、アブドラ自身も部下を避難させ軍艦に特攻。最後に「カイゼルシュルト万歳」と口にし、戦死した。
ドモラは「我が身をいとわずカイゼル王を守った英雄として、アブドラの名は末永く語り継がれることとなる」と口にし、王女マリアもトラントリアとバルディアの橋渡しをしてくれたアブドラを英雄と語り継ぐことを誓った。
なお、初期に実装されたクエストに「未来から来た男」の依頼を完了させると「近いうちに戦争が起こり英雄が死ぬ」という内容が聞ける。
アブドラの部下
アブドラに何年も仕えている兵士の男。性格から誤解されがちなアブドラの愛国心を知り、彼に心酔している。
リルガード軍艦に突撃するアブドラの側に立ち、臆することなく最後まで仕えた。

### セントミラ領空
ヴァイス・ランドシーカー
前作『フライハイトクラウディア』のメインキャラクターだった人物。今作においても主要人物の一人として登場し、異世界フロンティア関連のクエストに登場する。新セントミラ三賢者の一人。
なお、彼の代名詞といえる最強の雷属性魔法「バルザライザー」は、現代においてヴァイスしか使い手がいないと記されている。
バルディア大戦ではハントと共にプレイヤーのパーティに加入し、カイルとレニーのコンビを撃破した。「バルザライザー」は健在。敵全体に10ヒットもする強力なスキルである。
ニアを助けるために幾度と無く異世界の交信を試みる。その際にプレイヤーから協力され、顔見知りとなる。
前作までの武器であったリングは本作ではアクセサリー扱いのため、パーティー加入時に武器は装備しておらず素手である（装備は父の形見）。
ファラザール・ルクノス
元は軍師であったが、現在は元帥にまで出世した人物。新セントミラ三賢者のひとりに数えられ、バルディア連合軍のセントミラ代表として激務に追われている。かつては高名な魔術師だったが、老いた今ではそれほどの力はない模様。
正体は、古くからクラウディアの秩序を守っていた組織「ファズム・ロッジ」に属する人物。ルクノス家とファラン家の二派によって構成される組織において、ルクノス家の総領を勤めている。
しかし、次第にファラン家の勢力は増し、本来の責務から離れて暴走を始めたことで袂を分かつ。現状を憂いだファラザールは、ファズム・ロッジの存在を公表しようと決意。他国との融和を考えてロナードとの会話で決意を固め、浮遊要塞ソラリス2の落成式の際に明かそうと試みるも、刺客として現れたセイリオスによって暗殺されてしまう。
ルクノス家は滅亡し、結果としてファズム・ロッジの実権はファラン家の総領バルガスが握ることとなった。
しかし、ファラン家の総領バルガスもまた、セイリオスの手によって最後を迎えた。
テルミナ・アルカーン
18歳という若さで新セントミラ三賢者となった女性。過去、ヴァイスから魔法の手ほどきを受けたことがあり、彼を「師」として慕っている。セントミラ魔法学園都市ミラヴァロスの学園長も務めており、その美しい容貌から生徒たちの人気は高い。
ヴァイスから笑顔が消えてしまったことを心配していたが、プレイヤーとの出会いがきっかけで少しずつ本来のヴァイスになりつつあるのを喜んでいた。ニア救出後は、ヴァイスから「講師にして欲しい」と申し出られた。
セントミラ王
先代セントミラ王の後を継いだ男性。先王との関係は不明。しかし、自身を英雄視しており自己顕示欲が強いため「暗愚」だと噂されている。先代の王を慕っていたヴァイスとは上手くいっていない模様。

フィンチ
通称「うそつきフィンチ」。小村ラント出身の少年。
父親と一緒に南の森で伝説の鳥パラディーカを発見し、その話を広めるが誰も信じてはくれず、「うそつき」の烙印を押されてしまう。しかし、パラディーカには子供がいて、巣を守っていることを知ると考えを改め、パラディーカたちを守るために行動するようになる。

ウェンディ
フィンチの幼馴染。いわゆる「ツンデレ」な性格で、表には出さないがフィンチのことを心配している。

ウィズリー・ダラーズ
資産家の中年男性。ハイドレストの小村ラントを大都市に改築する計画を持ち込み、ラント中の信頼を得た。しかし、本当の目的は幻の鳥パラディーカの捕獲であり、ラント村人達の良心を利用し、見下していた。日記をつける趣味があり、そこには内心の醜い部分がしっかりと露呈している。
パラディーカの居場所を知っているフィンチに目を付け、表向きは善人として振る舞い、彼を仲間に入れようとしたが失敗。ついには実力行使に移り、暴力で言うことを聞かせようと痛めつけた。そこへ駆けつけたプレイヤーによって阻まれ、フィンチの「森には怪物がいる」といううそに騙され、ラントから撤退した。
ジュドー
ウィズリーの助手。寡黙で一切口を開けず、淡々とした性格。
その正体は、ウィズリーに雇われた用心棒の魔術師。本性は好戦的で、他者を傷つけることを享楽とする危険な男性。プレイヤーとの戦いに敗北した後は、悲鳴を上げながら雇い主であるウィズリーを放置して逃げてしまう。その後、フィンチの病気を治す薬の材料を探しているプレイヤーを発見し、仕返しといわんばかりにモンスターを差し向ける。最期はプロクス火山の主であるファーブニルを従えプレイヤーを襲わせるが、絶対服従には至らず、反感を買い食い殺される。

### ルセムルク領空
ベルンハイム・イーストドッグ
ルセムルク第二の都市リーズウェイで「ベルンハイム通運」の社長を務める男。レイナスとは年を越えた古くからの友人。がっしりとした体格の大男。小型エアシップ「エアベルン」の船長でもある。
リーズウェイには家族が残っていて、家には三つ子の子供が待っている。しかし子供は実子ではなく戦災孤児であり、忙しく飛び回る彼の代わりに弟夫婦が面倒をみてくれている。 好物はポポット酒という芋焼酎。
バルディア大戦の際はレイナスたちのもとへ駆けつけ、勝利に貢献した。
ラムディス・ベイン
バルブール在住のジャーナリスト。
ファズム・ロッジの実体を調査し始めたことで命を狙われるようになり、企業の社長である父の下で匿ってもらっている。
ボルテス
バルブールの企業ソシエノキスに勤める研究員の男性。
実際は、企業そのものがリルガード帝国とつながっており、彼もまた公にできない秘密を抱えている。その弱みをメモという形でアブドラに握られてしまう。どのような秘密かは不明だが、ボルテスは「公開されたら絶対に殺される！」と酷く怯えていた。弱みを握られるととことん卑屈になるタイプ。
アブドラが捕らわれている牢獄の開錠キットを譲ることを条件に、メモは彼の手に渡る。プレイヤーに「貴方は命の恩人です！」と非常に感謝していた。

### ガザイ領空
リトル・ジョン
トゥリッパーノファミリーを従えるビッグ・ジョンの息子。デストラに対して劣等感を抱いていたが、プレイヤーやデストラに励まされ、叱咤されて二代目ビッグ・ジョンを襲名することを決意する。
デストラ
ビッグ・ジョンの片腕。知謀と腕力に優れた男。BIP捜査官のスコットとも旧知の仲。
ベネル
トゥリッパーノファミリーの新米構成員。語尾に「ッス」を付けてしゃべるのが特徴。元気がよく、短気で手が早く、曲がったことは許せない。その姿は若き日のデストラを髣髴させる。
プレイヤーを「トゥリッパーノファミリーの伝説の用心棒」として尊敬している。
ビッグ・ジョン
トゥリッパーノファミリーのボスを務める男。病に伏しており、登場後間もなく亡くなった。
生前はデストラを大変可愛がっており、何かと息子と二人で競い合わせていた。いずれは二人で支え合って組織を引っ張っていけるように、と。しかし、それが誤解を生んでしまい、息子からは「親父はデストラを跡継ぎにしたいんだ」と思われてしまった。
コーザ・チェント
チェントファミリーのボス。老齢の男性だが、秘めた野心は強い。ビッグ・ジョンが病に倒れたのを好機に、トゥリッパーノファミリーのなわばりを奪いにかかった。次第に版図を広げていったが、プレイヤーを用心棒として迎えたトゥリッパーノファミリーに押され始める。
最後はコーザの屋敷まで攻め込まれ、切り札としてペットの「ベスティアちゃん」を解放。だがプレイヤーに母が立たず、最後の切り札も打ち倒されてしまった。
敗北を認め、「なわばりを奪うなり、屋敷を燃やすなり好きにしろ」とにらむが、リトル・ジョンは必要以上に血を流すことを避け、笑顔で立ち去っていった。その姿にコーザはかつてのビッグ・ジョンを髣髴させた。
以後は不要な争いは行わず、トゥリッパーノファミリーのような暖かい組織を作ることに専念している。
ソフィー
ガザイ領空のザッターズミルに住む女性。大切な指輪をなくしてしまい、途方に暮れている。
ルイス
ソフィーの婚約者。急に自分を避け始めたソフィーを心配している。
モニーカ夫人
ルイスの母親にして、ガザイに豪邸を構える貴族。息子のルイスには身分につりあうだけの女性を見繕って上げたいと考えており、ソフィーとの婚約を快く思っていない。徹底した貴族主義。

### トリネピア領空
エルマレドラ・ファンステイン
通称エルマ。トリネピア王国を治める若き女王。
古参の使用人によれば「ツンデレ」らしい。
将軍であるダンセムとは幼い頃からの付き合い。
ダンセム将軍
エルマ女王の側近。彼女が幼い頃から面倒を見ており、彼の部屋には幼いころにもらったであろうエルマ女王の手紙まで置いてある。
アブドラ救出後、彼が望む品を持っていくことで強力な装備の錬金レシピを入手できる。
ダイスザン老子
霊峰シェン・ツァに居を構えるダイスザン寺院の統括者。本名は不明で、弟子たちからは老子、孫娘のヤァンからはジジイと呼ばれている。
武術を極めただけではなく、自身の意思を遠く離れた場所まで飛ばし、会話をすることまでできるという不思議な術を持つ。
ヤァン
ダイスザン老子の孫娘。活発な少女で、思ったことは何でも口にする性格。祖父をジジイと呼ぶ。
まだ若いながらも拳の高みへと立ち、老子の高弟たちでも敵わないほどの実力者。
生まれ持った才に溺れ、修行する気がなくなってしまう。しかし、マスターモンク認定試験を無敗の成績でクリアした主人公に対抗心を燃やし、一騎討ちを挑む。
マスターモンク認定試験の最終戦で戦うことになる。天の構えで攻撃力とスピードを一気に上昇させ、滅多打ちによる連続攻撃を得意とする。スピーディな連続攻撃は、こちらに回復させる間を与えないほど激しい。生半可な実力で挑めばあっという間に返り討ちにされてしまう。

### アルメディッカ空域
トレー
アゼムソフィアでソーダリング教授の助手を勤める青年。ソーダリングを非常に尊敬している。熱くなりやすい性格で行動力が高い。
ソーダリングの裏切りをしってショックを受けていたが、「もうあんな奴にコキ使われず、好きなように研究が出来るんだ！」と無理やり自分を奮起させ、「理想のソーダリング」のように古代魔法の研究を続けることを誓った。
ソーダリング
アゼムソフィアで古代魔法の研究を進めている教授。周囲にいる人間の存在や経歴を知る魔法を使用できる。
20年近く前に行方不明になっていた友人フレードの捜索を主人公に依頼する。
しかし、この依頼そのものが罠であり、ヴァルアロスに入り込むために主人公とトレーを利用したにすぎなかった。助手のトレーに対しても「利用しやすいバカ」程度にしかみていなかった。
情報を餌におびき寄せたオベールからヴァルアロスに入るためのバッジを奪い、保管庫に収められているゲーヘイム研究所の結界解除キーを入手することが目的だった。
かつて、リルガード帝国の依頼で生物兵器の研究に携わっていたソーダリングと仲間の研究員たち。しかし、ソーダリングが開発した薬は人間をモンスターに変え、意のままに操る秘薬だった。帝国の意図しない兵器を開発した彼が、その力で世界征服をもくろむ。だが、フレードに秘薬を奪われそうになったため彼をモンスターに変えてしまう。
暴走したフレードはソーダリングの研究の犠牲となったモンスターのいる檻を破壊し、ゲーヘイム研究所をモンスターであふれかえらせてしまう。無論、そのモンスターを操ることは造作もないことだったが、そうなれば自分の研究や目論見が知れ渡ってしまう。ソーダリングは同僚の魔術師たちと撤退を余儀なくされ、研究所は厳重な結界によって封印されてしまった。ソーダリングは、いつか再びゲーヘイム研究所へ戻ることを考えていた。
主人公とトレーの活躍で再び研究所へと戻ったソーダリングは本性を表し、ふたりを怪物に変えようとしてしまう。そこへ現れたかつての友人フレード。息子フェルの姿を前にしたことで正気を取り戻した彼だったが、ソーダリングは再び秘薬を注射し、更なる進化を遂げた怪物へと作り変えてしまう。しかし、主人公との戦いで一時的に正気を取り戻したフレードは、ソーダリングに体当たり。割れた注射器が自らの体に突き刺さり、ソーダリングはおぞましい怪物へと変貌してしまった。
最後は主人公によって打ち倒されることとなる。
フレード・ハーフト
ソーダリングの研究仲間で、20年前ゲーヘイム研究所で兵器関係の研究を行っていた。しかし、ソーダリングが開発した恐ろしい薬の存在を知り、盗み出して破棄しようと試みる。それを感づかれてしまい、ソーダリングによって秘薬を打たれ怪物と化してしまう。ソーダリングは「私の研究成果を盗もうとしていた」と誤解していた。
暴れた末にモンスターが閉じ込められた檻を破壊し、研究所内を怪物であふれかえらせることでソーダリングを追い出すことに成功。
そして20年後に息子フェルと再会を果たし、真実を語る。直後、ソーダリングによって再び秘薬を注射され怪物としての形態を変え、理性も完全に消え失せてしまう。
しかし、主人公との戦いで一時的に意識を取り戻し、ソーダリングに突撃。割れた注射器は彼の腕に突き刺さり、ソーダリング自身もおぞましい怪物へと変貌してしまう。ソーダリングを道連れにし、息子に最後の別れを告げて世を去った。
フェル・ハーフト
ヴァルアロスの上級魔術師の青年。20年前に行方不明になった父親をずっと探しており、父が勤めていたゲーヘイム研究所を調べようとしていた。
父が行方知らずとなってからは、常にピリピリした雰囲気をかもし出しており、他者を寄せ付けようとはしなかった。しかし、唯一オベールだけは親友とみていた。
父の遺志を次いでからは、本来の温厚さが現れるようになって別人のように優しい人物となる。
オベール・クラッド
フェルの友人で、ヴァルアロスの上級魔術師。魔術師の割には喧嘩っ早い性格で、自分の素性を知っていた主人公とトレーに疑惑を抱いて襲い掛かってくる。
ゲーヘイム研究所へ入るための鍵を探しており、それがアゼムソフィアにあるという情報をしる。しかし、それはソーダリングが仕掛けた罠であった。結果としてヴァルアロス入場に欠かせないバッジを奪われてしまう。
フェルとともにゲーヘイムに乗り込み、プレイヤーたちと再会。和解を果たし、ともにソーダリングの野望を打ち砕かんと立ち向かった。
ソーダリングが倒れてからは、親友フェルとともに魔術の研究にいそしんでいる。

### 閉ざされた森の民ミゼリオ
フィーネ
アルヴェーロの双子の姉。十歳。ツインテールの少女。捨て子だったところをミゼリオの村長カタゴリオに引き取られ、アルヴェーロと共に育てられた。
豊穣の女神ミゼンの生まれ変わりとして見られ、ナチュラ教に追われていたところをプレイヤーとスコットに救われる。以後、彼らと共に弟を救うべくナチュラ教と戦うことになる。
最後にはアルヴェーロを取り戻し、ミゼリオで二人仲良く駆け回っていた。
アルヴェーロ
フィーネの双子の弟。十歳。姉と共に捨て子だったところを、ミゼリオの村長カタゴリオに引き取られる。
姉と共にナチュラ教に連れていかれ、洗脳を受けてしまう。「人間は自然を破壊する存在。だから人間を排除する」という人格を植えつけられてしまった。しかし、姉だけは洗脳前に難を逃れており、最終的には洗脳が解けて姉と一緒に暮らせるようになる。
本当にミゼンの化身は触れられていないため不明。
カタゴリオ
ミゼリオ村の村長を務める老人。フィーネとアルヴェーロを引き取り、育ての親となった。

### ナチュラ教
唯一無二の絶対神「女神ミゼン」を崇拝する宗教団体。表向きは自然を愛する信仰深い宗教団体だが、自然破壊をする企業や団体などに対して攻撃的な態度を取っていると噂されている。教団は隠れ蓑に過ぎず、裏ではマヴロ司教による世界征服を目的とした非道な人体実験が行われている。
マヴロ司教
ナチュラのトップに君臨する老人。表向きは「自然を守る」という主義主張を抱えて活動しているが、その裏では非道な人体実験を繰り広げ、強力な生物兵器を生み出して世界征服を画策している。
彼自身信仰深いミゼン信者だったが、ミゼンの伝承に登場する「コスモティア」の花から抽出される蜜を利用することで、強力な生物兵器を生み出せるとモーネスから聴かされる。そして自らの野望のために同志たちを昆虫の怪物へと変異させ、自らの手駒にしてしまう。
プレイヤーの活躍によって同志たちが次々と倒されていき、ついに追い詰められたマヴロは、自ら「昆虫化薬」を服用。全身が甲殻に覆われた巨大な怪物と化すが、プレイヤーの力には叶わず敗北する。人間を超える存在となったのになぜ勝てないのか、と彼は考え、更なる力を求めてモーネスの持つ残りの昆虫化薬を飲み干してしまう。まさに神ともいうべき存在である「昆虫神」となり、全てを破壊するべく襲い掛かってくるが、人をやめた彼では「人が持つ力以上の知恵と思い」を超えることはできず、プレイヤーの前に完全敗北を喫し、死亡した。
死の間際に、人間が自然を壊し続けいつかは報いを受けると言い残している。
グリーゾ副司教
マヴロ司教の側近。普段は物静かでどこか神秘的な雰囲気を漂わせる女性だが、その性は狡猾にして冷酷。目的のためならば他人はおろか、同志をも捨て駒にする。
コスモティアの花を入手するべく、彼女を先頭に信者たちを引き連れてミゼリオを占拠。武力によってミゼリオの民を脅し、フィーネたちが帰れないように監視させていた。
そしてピアンテ研究所を襲撃し、多くの科学者たちの命を奪い取った。フィーネを再び捕らえた後は、アルヴェーロを連れてミゼリオの御神木に立ち、ふたりの力でコスモティアの花を咲かせた。用済みとなったフィーネも、そしてミゼリオの民も、同志である信者たちをも証拠隠滅のために抹殺しようとする。
最後は彼女自身も昆虫兵と成り果て、人間を捨てた姿となる。しかし、その覚悟もむなしくプレイヤーによって討ち捨てられてしまった。目的を達することができなかった無念をつぶやきながら死亡した。
モーネス
元々はピアンテの研究所で働く研究員だったが、「コスモティア」の伝承を追っているうちにマヴロと出会い、彼の後ろ盾を得る。以後はナチュラの科学者として秘密裏に非道な人体実験を繰り返し、「昆虫化薬」を生み出し多くの人間を怪物へと変異させてきた。
世界征服やミゼン神などには興味もなく、ただ純粋に「研究がしたい」という動機からナチュラに所属する。危険な思想を持っていたため学者仲間からは危険視されていたが、腕自体は優秀で研究そのものに対する情熱は高く評価されていた。
コスモティアの花から抽出した蜜を人体に投与することで、軍隊でも叶わない最強の生物兵器を生み出せると考え、マヴロの主導の下水面下で活動していた。しかし、蜜を用いて生み出した「昆虫兵」もプレイヤーの前に敗れ去り、期待を裏切られたマヴロに激怒されてしまう。自分自身に昆虫化薬が投与されそうになるが、その直前にスコットを先頭にBIPの一隊が突入。逆上したマヴロに殺害されてしまった（殴り飛ばされて気絶しただけとも取れるが、以後の登場も台詞もない）。
レネ
ピアンテ研究所の医務室に勤める女性。その正体はナチュラの信者。フィーネに対して親身に接していたが、それは演技にすぎず、出世目的でナチュラに密告し、研究所の蹴撃に一役買った。彼女の密告によって多くの研究員が命を失った。
同じ女性でありながらNO.2の座に立つグリーゾを尊敬しており、いつか彼女のようにナチュラの幹部に成りたいと思っていた。
彼女自身も昆虫兵と成り果て、プレイヤーを急襲するが討ち取られて死亡する。人を裏切ってでも、人間を捨ててでもナチュラの幹部としての栄華をつかみたかったことをつぶやきながらこの世を去った。
ダリオ
ミゼリオの青年だが、ナチュラの「世界を救う」という意思に共感して内通者となった。しかし、人の命を平気で奪うナチュラのやり方を見ているうちに、いったい何が正しいのか疑問を抱くようになる。
迷いを抱いたまま彼も昆虫兵となり、プレイヤーたちに討ち取られてしまった。死の際にはフィーネに謝罪し、自分の行動は正しかったのかと悩みながら死亡した。
ライミ
ダリオと同じくミゼリオの民だが、都会の憧れて三年前に村を飛び出してしまう。しかし、都会の空気は汚れ、自然は徐々に破壊されていっているという現実に嫌気が差し、ナチュラ教に入信する。そして、ミゼリオへの行き方、フィーネやアルヴェーロ、ミゼリオの伝承などをマヴロに教えてしまう。
初めは「世界を救うため」というのを信じていたが、騙されていたことを知ってナチュラの行動に疑念を抱き始める。捕らわれていたフィーネとアルヴェーロを逃がし、そしてミゼリオの牢獄に閉じ込められていたプレイヤーたちを救出した。人を力で押さえつけるのは間違っていると考え、ナチュラに対して反旗を翻した。グリーゾに殺されそうになったフィーネを助け、身代わりとなって死亡してしまう。
ナチュラ信者
クエストの冒頭でフィーネを拉致しようと追い掛けていた男たち。しかしプレイヤーとスコットに阻まれて撤退する。その後、昆虫兵となってプレイヤーに逆襲するも敗北。強い力を手に入れた自信を打ち砕かれて死亡した。

### 犯罪者関係
ヨーロ
バミューナを根城とする親分的存在。かなりの情報通で、人探しなどで彼を頼ってくる者は多い。
相当な歳だが、若々しい容貌に強い野心を抱いている。ビジネス以外の話は興味がないため、冷やかしや世間話には相手にされず追い払われてしまう。
ゴロッサ
逃亡犯の男。気弱な男で、身を隠すのを得意としておりなかなか潜伏先を見つけられないため逮捕されずにいる。現在はアルミスに潜んでいる。
ブラノン
凶悪な逃亡犯の男。変装の名人で一般人を装っているためなかなか逮捕されず、逃亡を続けている。話しかけてもどうでもいい世間話でかわしてしまうが、しつこく話を続けていると怒って正体を現す。ピアンテ、ヴェスキオと潜伏場所を変え、最後にタバロに潜んで女装してまで主人公の目を欺こうとした。自殺志願者の女性を演じているが、飛び降りる気はないため突き落とそうとすると怒って正体を現す。
モンスターをペットにしており、戦闘の際は呼び出して一緒に攻撃してくる。
ダルドー
各地で悪事を働く大悪党。常に数人の仲間を引き連れ、不意打ち、だまし討ちなどを平気で行う卑劣な男。当初は余裕ぶった態度だったが、次第に下卑た本性を現していくことになる。
集めた仲間（トゥリッパーノファミリーの五倍）と共にラスペリアを襲撃し、マフィアたちを抹殺して下克上を企てている。
しかし、デストラの計略によって悪党仲間はすべて討たれ、最後はプレイヤーに敗北してスコットに逮捕された。
捕まる際には「何でおれだけ捕まえるんだ！デストラもおれと同じだ、あいつも逮捕しろ！」と喚き散らすが、デストラから「群れなければ自分より弱い者と戦えない、臆病者と一緒にするんじゃねえ！」と怒鳴りつけられてしまう。ぐぅの音も出なくなり、完全敗北を喫した彼はスコットに連行された。

### ボスモンスター
ここで紹介する多くのボスモンスターは、何度でも戦うことが出来る。ただし、倒した後は強制セーブされ、出入り口に戻されてしまう。
フェイクエピル
正体はレッサーエピル。レギンスレゴラの最下層に巣食っており、とてつもない力を持って襲い掛かってくる。倒すと自動的に外へ戻されてしまうが、また最下層へ往くと現れるため何度でも戦える。
2010年12月時点で最強クラスのモンスター。近年強化されたが、現在実装されているボスモンスターの中では弱い部類に入る。
イヴァローラ
その凶暴性故に危険視されているモンスター。様々な部位を持っており、ライオンにも似た頭部、筋肉によって構成された剣、仮面のような人間の顔、悪魔のような双翼などが交じり合った姿をしており、合成獣（キマイラ）を彷彿させる。ただし、攻撃する部位は本体のみ。
バルディア北東を縄張りとし始めたため、事態を重く見たバルディアの各組織は討伐隊を結成。BUNFやBIPを始めとした各組織によって討伐が試みられたが、全て返り討ちに遭っている。トリネピアのハンターギルドで依頼を受けることで戦闘が可能となる。前述のフェイクエピル同様、配信開始当初は最強クラスのモンスターだった。何度でも戦うことが可能なほか、倒すと一定確率でイヴァローラの名を冠した防具が入手可能。DEFは低いが、即死耐性50%を持つ一品。
全体に麻痺を引き起こさせる「瘴気の風」や全体火属製魔法「ファイアストーム」を使用する。
『フライハイトクラウディア』にも登場するボスモンスターで、1作目と4作目に登場する。4作目ではレベルカンストで最強装備を持って挑んでも勝つのが困難な最強クラスのモンスターとなっている。
エリス
トリネピア神殿最深部に巣食っているモンスター。女性的な姿と鳥獣を組み合わせたような形態を持つ。本体にくわえて4枚の翼が攻撃を仕掛けてくるため、合計で5つの部位を相手にしなければならない。倒しても前述のフェイクエピル同様、何度でも戦える。
前述のフェイクエピル、イヴァローラ同様配信開始当初は最強クラスのモンスターだった。
ダースドラゴン
本体、第一翼、第二翼、第三翼、尾の部位を持つ凶悪なドラゴン。通常のドラゴンが変異したような姿をしており、首から下よりも頭部のほうが大きいという特徴を持つ。バルディア南西で姿が確認されており、レギンスレゴラの南を浮遊している。レギンスレゴラへの襲撃が考えられるため、憂慮した看守から依頼を受けることで戦闘が可能となる。
それぞれの部位が独立して攻撃を仕掛けてくる。尻尾を振り回す全体攻撃「ドラゴンテイル」はクリティカル率も威力も高いため、使用されるとパーティーの大半が即死しかねない大技。ほか、「遠距離攻撃」で後衛にも威力の劣らないダメージを与える。尻尾による「振り下ろし」の一撃はドラゴンテイルほどではないが強力。強烈な猛攻の数々は、フェイクエピルやイヴァローラを凌ぐ破壊力を持つ。
魔獣マルベウス
かつてカイゼルシュルト艦体を壊滅寸前にまで追い詰めた魔獣。本作では名前のみ登場する。前述のエリスの外見モデルとなっている。
バロール
プラーレムレスに住まう、巨大な一つ目の魔獣。4体で登場するのが特徴。
ファーブニル
プロクス火山の火口に鎮座する、火を司る竜。
ヴリトラ
霊峰シェン・ツァに住まう、雷を司る竜。ダイスザンの人間からは豪雷龍と呼ばれ、恐れられている。
ニーズヘッグ
グランドランサー山頂に住まう、氷を司る竜。
アジ・ダハーカ
炭坑ホードネックに住まう、地を司る竜。
リヴァイアサン
水の神殿に住まう、水を司る竜。上記の竜とは比べ物にならない実力を持つ。
テュポン
風の渓谷に住まう、風を司る竜。リヴァイアサン同様、上記の竜とは比べ物にならない実力を持つ。
グランヴァイス
龍の巣の王の間に住まう龍の王。弱体化、無属性、聖属性のあらゆる攻撃を使いこなす。上記のボスモンスターが雑魚モンスターに見えるほど圧倒的な強さを誇る。
始めは正体を隠しており、人間に擬態した姿で登場し、グランと名乗る（グラフィックはレイナスの色違い）。プレイヤーに龍の王の話を聞かせ、「龍の王の力を得る資格」を証明するためのアイテムを集めさせた。そして自身の正体を明かし、プレイヤーの試練として空中戦を提案。空中戦なのは真の姿があまりに巨大すぎるため。2012年2月現在、最強のボスモンスター。絶大な力は生半可な技量で挑めば一瞬で潰される。1度倒した後の再戦は月額コース限定となっている。
アスラ
特定のクエストをクリアするとグランドランサー2合目に突如出現。バルディア空域で最強のボス。四つの部位から繰り出される猛攻は生半可な力で挑めば瞬殺される。

## 用語解説
バルディア空域
カイゼルシュルト、セントミラ、ルセムルク、ガザイ、トリネピアの五ヶ国が友好を結んだことで生まれた空域の総称。
BUNF
バルディア連合軍の略称。カイゼルシュルト、セントミラ、ルセムルク、トリネピア、ガザイの五ヶ国の兵力によって結成された。ただし、主力の大半はカイゼルシュルトの兵士のため、本部はカイゼルシュルトに設置されている。
BIP
バルディア警察の略称。より市民に近い位置で平和を守るためにと、バルディア連合軍から分離して結成された組織。
ASA
エアシップアソシエーションの略称。古くはエアシップギルドとも呼ばれていた古参組織。エアシップの管理を行っているため、クラウディアには絶対に欠かせない存在となっている。どの勢力にもつかず常に中立の立場を取っている。
WGA
ワールドガンナーズアソシエーションの略称。ガザイの領空に鎮座する都市ザッターズミルに存在する。多くのガンナーたちによって結成されているため、ザッターズミルはガンナーの町と化している。
ファズム・ロッジ
古くから暗躍し、クラウディアの秩序を守っていた組織。善悪関係なく「秩序」を守ることに専念していたが、近年、二派に分かれて派遣を争っている。本作における黒幕的存在。
ホワイト・ロッジ
ファズム・ロッジの分裂派「ルクノス家」を不要な存在としてバルガスが名づけた名称。
ナチュラ教
自然の力を崇拝する宗教団体。ヴェスキオの森奥地に本部が建造されており、信者でなければ立ち入りは出来ない。
バルディア元老院
10年前、カイゼルシュルト王により発足された。バルディア空域五ヶ国のトップが集う、最高意思決定機関。カイゼル王が議長を努める。
アサシンギルド
暗殺を生業とした者たちが集う組織。長は老人で、常に二匹の犬を連れているという。
アルメディッカ空域
バルディア空域の東に位置する空域。現在、リルガード帝国による侵攻が開始されており、トラントリアと戦争を行っている。
異世界フロンティア
クラウディアやエルディアとも違う次元に存在する異なる世界。本作におけるラストダンジョンであり、タイトルにもなっている。前作『フライハイトクラウディア4』に登場した神々も異世界の存在であることが語られている。